# 2008 год
2008 (две ты́сячи восьмо́й) год  по григорианскому календарю — високосный год, начинающийся во вторник. Это 2008 год нашей эры, 8‑й год 1‑го десятилетия XXI века 3‑го тысячелетия, 9‑й год 2000‑х годов. Он закончился 17 лет назад.
| Пн | Вт | Ср | Чт | Пт | Сб | Вс |
|    | 1  | 2  | 3  | 4  | 5  | 6  |
| 7  | 8  | 9  | 10 | 11 | 12 | 13 |
| 14 | 15 | 16 | 17 | 18 | 19 | 20 |
| 21 | 22 | 23 | 24 | 25 | 26 | 27 |
| 28 | 29 | 30 | 31 |    |    |    |

| Пн | Вт | Ср | Чт | Пт | Сб | Вс |
|    |    |    |    | 1  | 2  | 3  |
| 4  | 5  | 6  | 7  | 8  | 9  | 10 |
| 11 | 12 | 13 | 14 | 15 | 16 | 17 |
| 18 | 19 | 20 | 21 | 22 | 23 | 24 |
| 25 | 26 | 27 | 28 | 29 |    |    |

| Пн | Вт | Ср | Чт | Пт | Сб | Вс |
|    |    |    |    |    | 1  | 2  |
| 3  | 4  | 5  | 6  | 7  | 8  | 9  |
| 10 | 11 | 12 | 13 | 14 | 15 | 16 |
| 17 | 18 | 19 | 20 | 21 | 22 | 23 |
| 24 | 25 | 26 | 27 | 28 | 29 | 30 |
| 31 |    |    |    |    |    |    |

| Пн | Вт | Ср | Чт | Пт | Сб | Вс |
|    | 1  | 2  | 3  | 4  | 5  | 6  |
| 7  | 8  | 9  | 10 | 11 | 12 | 13 |
| 14 | 15 | 16 | 17 | 18 | 19 | 20 |
| 21 | 22 | 23 | 24 | 25 | 26 | 27 |
| 28 | 29 | 30 |    |    |    |    |

| Пн | Вт | Ср | Чт | Пт | Сб | Вс |
|    |    |    | 1  | 2  | 3  | 4  |
| 5  | 6  | 7  | 8  | 9  | 10 | 11 |
| 12 | 13 | 14 | 15 | 16 | 17 | 18 |
| 19 | 20 | 21 | 22 | 23 | 24 | 25 |
| 26 | 27 | 28 | 29 | 30 | 31 |    |

| Пн | Вт | Ср | Чт | Пт | Сб | Вс |
|    |    |    |    |    |    | 1  |
| 2  | 3  | 4  | 5  | 6  | 7  | 8  |
| 9  | 10 | 11 | 12 | 13 | 14 | 15 |
| 16 | 17 | 18 | 19 | 20 | 21 | 22 |
| 23 | 24 | 25 | 26 | 27 | 28 | 29 |
| 30 |    |    |    |    |    |    |

| Пн | Вт | Ср | Чт | Пт | Сб | Вс |
|    | 1  | 2  | 3  | 4  | 5  | 6  |
| 7  | 8  | 9  | 10 | 11 | 12 | 13 |
| 14 | 15 | 16 | 17 | 18 | 19 | 20 |
| 21 | 22 | 23 | 24 | 25 | 26 | 27 |
| 28 | 29 | 30 | 31 |    |    |    |

| Пн | Вт | Ср | Чт | Пт | Сб | Вс |
|    |    |    |    | 1  | 2  | 3  |
| 4  | 5  | 6  | 7  | 8  | 9  | 10 |
| 11 | 12 | 13 | 14 | 15 | 16 | 17 |
| 18 | 19 | 20 | 21 | 22 | 23 | 24 |
| 25 | 26 | 27 | 28 | 29 | 30 | 31 |

| Пн | Вт | Ср | Чт | Пт | Сб | Вс |
| 1  | 2  | 3  | 4  | 5  | 6  | 7  |
| 8  | 9  | 10 | 11 | 12 | 13 | 14 |
| 15 | 16 | 17 | 18 | 19 | 20 | 21 |
| 22 | 23 | 24 | 25 | 26 | 27 | 28 |
| 29 | 30 |    |    |    |    |    |

| Пн | Вт | Ср | Чт | Пт | Сб | Вс |
|    |    | 1  | 2  | 3  | 4  | 5  |
| 6  | 7  | 8  | 9  | 10 | 11 | 12 |
| 13 | 14 | 15 | 16 | 17 | 18 | 19 |
| 20 | 21 | 22 | 23 | 24 | 25 | 26 |
| 27 | 28 | 29 | 30 | 31 |    |    |

| Пн | Вт | Ср | Чт | Пт | Сб | Вс |
|    |    |    |    |    | 1  | 2  |
| 3  | 4  | 5  | 6  | 7  | 8  | 9  |
| 10 | 11 | 12 | 13 | 14 | 15 | 16 |
| 17 | 18 | 19 | 20 | 21 | 22 | 23 |
| 24 | 25 | 26 | 27 | 28 | 29 | 30 |

| Пн | Вт | Ср | Чт | Пт | Сб | Вс |
| 1  | 2  | 3  | 4  | 5  | 6  | 7  |
| 8  | 9  | 10 | 11 | 12 | 13 | 14 |
| 15 | 16 | 17 | 18 | 19 | 20 | 21 |
| 22 | 23 | 24 | 25 | 26 | 27 | 28 |
| 29 | 30 | 31 |    |    |    |    |

- Международные годы ООН:
  - Международный год планеты Земля.
  - Международный год картофеля[1].
  - Международный год языков[2].
  - Международный год санитарии[3].
  - Международный год дельфина (2007—2008)[4]
- Международная кампания «год лягушки»[5].
- Европейский год межкультурного диалога[англ.]
- 2008 год в странах:
  - Год семьи в России[6].
  - Год Российской Федерации в Республике Индии[7].
  - Год Российской Федерации в Республике Болгарии[8].
    - Союзом охраны птиц России объявлен годом снегиря[9].

  - Год здоровья в Белоруссии[10]
    - Год ремёсел в Могилёвской области[11].

  - Год математики в Германии[12].

Этот год запомнился выборами президента России, событиями на Кавказе, избранием первого в истории США афроамериканского президента, мировой рецессией конца 2000-х, Олимпийскими играми в Пекине, чемпионатом Европы по футболу и многими другими событиями.

## События
См. также: Категория:2008 год

### Январь
- 1 января — Мальта, Кипр и Акротири и Декелия вошли в еврозону (ввели евро).
- 1 января — председателем Евросоюза становится Словения.
- 4 января — из-за политической международной напряжённости и убийства 4 французских туристов 24 декабря 2007 года, Ралли «Дакар-2008» отменены.
- 5 января — президентские выборы в Грузии.
- 14 января — зонд «MESSENGER» делает первый пролёт вблизи Меркурия, на орбиту же вокруг планеты он выйдет только 18 марта 2011 года.
- 20 января — 1-й тур президентских выборов в Сербии.
- 23—27 января — в швейцарском Давосе состоялся Всемирный экономический форум, на котором, в частности, было официально признано, что мировая экономика переживает финансовый кризис.

### Февраль
- 2 февраля — в магазине одежды «Lane Bryant[англ.]» в Тинли-Парке произошла кровавая бойня[13].
- 3 февраля — 2-й тур президентских выборов в Сербии.
- 2—4 февраля — в Чаде вторая попытка повстанцев захватить столицу после 2006 года.
- 5 февраля — вступление Украины в ВТО.
- 5 февраля — «Супер-вторник». День выборов делегатов на партийные съезды в США.
- 7 февраля — 121-й старт (STS-122) по программе Спейс Шаттл. 29-й полёт шаттла Атлантис. Экипаж — Стивен Фрик, Алан Пойндекстер, Рекс Уолхайм, Стэнли Лав (Stanley Love), Леланд Мелвин, Ханс Шлегель (Германия), Леопольд Эйартц (Франция). Продолжение строительства Международной космической станции.
- 17 февраля — провозглашение в одностороннем порядке независимости автономного края Косово и Метохия от Сербии.
- 19 февраля — Фидель Кастро подал в отставку с постов главы Госсовета и главнокомандующего армией Кубы.
- 19 февраля — выборы третьего президента Республики Армения.
- 21 февраля — демонстрации в Белграде против провозглашения независимости Косово, окончившиеся массовыми беспорядками, погромами посольств стран, которые признали независимость Косово.
- 21 февраля — Вооружённые силы Турции начали сухопутную операцию на севере Ирака против курдских боевиков[14]

### Март
- 2 марта — прошли выборы третьего президента Российской Федерации. Победил Дмитрий Анатольевич Медведев. Пятый Единый день голосования в регионах России
- 8 марта — визит в Москву федерального канцлера Германии Ангелы Меркель[15].
- 9 марта — ЕКА запустило первый грузовой корабль ATV (Automated Transfer Vehicle) под названием «Жюль Верн» с космодрома Куру (Французская Гвиана).
- 10 марта — ИСРП одержала победу на парламентских выборах в Испании. ИСРП получила 168 мест в парламенте, её основной соперник — консервативная Народная партия получила 154 места. Оставшиеся места (всего в парламенте 350 места) поделили между собой ещё восемь партий, в основном региональные.
- 10 марта — в Сербии разразился новый политический кризис — в отставку подало правительство Воислава Коштуницы. Из-за различия в подходе к процессу евроинтеграции распалась коалиция, которая фактически находилась у власти со времени падения режима Слободана Милошевича в октябре 2000 года.
- 11 марта — 122-й старт (STS-123) по программе Спейс Шаттл. 21-й полёт шаттла Индевор. Экипаж — Доминик Гори, Грегори Джонсон, Ричард Линнехан, Роберт Бенкен, Майкл Фореман, Такао Дои (Япония), Гаррет Рейсман. Продолжение строительства Международной космической станции.
- 17 марта — масштабные уличные столкновения в городе Косовска-Митровица между войсками НАТО и ООН, с одной стороны, и мирными жителями — с другой. В столкновении были ранены десятки международных полицейских ООН и военнослужащих KFOR, в том числе 22 поляка и 21 украинец. Один украинский миротворец умер в больнице[16][17][18].
- 19 марта — запуск в МГУ имени Ломоносова самого мощного в России суперкомпьютера «СКИФ МГУ»[19].
- 20 марта — подписан договор между Россией и Израилем об отмене визового режима[20].
- 22 марта — президентские выборы на Тайване. Победил 57-летний Ма Инцзю.
- 23 марта — палестинские группировки ФАТХ и ХАМАС подписали договор о перемирии в Сане (Йемен)[21][22].
- 24 марта — новый премьер-министр Пакистана — Сайед Юсаф Раза Гилани от партии Беназир Бхутто[23].
- 30 марта — 9 новых стран Шенгенской зоны (Венгрия, Словения, Словакия, Чехия, Польша, Мальта, Латвия, Литва, Эстония) окончательно вступили в безвизовое пространство, отменив пограничный контроль в аэропортах.
- Объединение регионов России: Читинская область и Агинский Бурятский автономный округ объединились в новый субъект РФ — Забайкальский край.

### Апрель
- 1 апреля — Почтовые службы Швеции и Дании подписали письмо о намерении совершить слияние. Главный офис планируется разместить в Стокгольме.
- 7 апреля — Мэр Парижа Бертран Деланоэ отменил церемонию передачи олимпийского огня, из-за постоянных атак активистов организаций, протестующих против подавлений народных выступлений в Тибете.
- 8 апреля — старт космического корабля Союз ТМА-12. Экипаж старта — С. А. Волков, О. Д. Кононенко и Йи Сойон (Ли Со Ён) (Южная Корея).
- 9 апреля — На границе между Афганистаном и Пакистаном умер (предположительно, от гепатита) один из лидеров «Аль-Каиды» Абу аль-Обаида аль-Масри, организатор терактов в Лондоне 7 июля 2005 года.
- 10 апреля — Европейский парламент призвал лидеров Европейского союза бойкотировать церемонию открытия Олимпийских игр в Пекине в том случае, если Китай не начнёт переговоры с Далай-ламой по ситуации в Тибете.
- 14 апреля — Лидер коалиции «Народ свободы» Сильвио Берлускони в третий раз стал премьер-министром Италии. Основная борьба на выборах происходила между ним и главой Демократической партии Вальтером Вельтрони.
- 17 апреля — Владимир Путин в ходе большой зарубежной поездки встретился с Сильвио Берлускони.
- 18 апреля — Докеры контейнерного терминала южноафриканского порта Дурбан, члены Satawu отказались осуществлять разгрузку прибывшего из Китая судна «An Yue Jiang» с 77 тоннами оружия для Зимбабве на борту.
- 19 апреля — «Союз ТМА-11» успешно совершил посадку, но по баллистической траектории в результате чего космонавты, Юрий Маленченко, Пегги Уитсон (США) и Йи Сойон (Южная Корея) испытали 9-кратные перегрузки.
- 20 апреля — По сообщению посольства России в Бишкеке, офицеры подверглись вооружённому нападению со стороны сотрудников местного МВД. Представители министерства утверждали, что местные правоохранительные органы были спровоцированы неадекватным поведением задержанных.
- 21 апреля — В Багдаде ракета поразила штаб политической партии Высший исламский совет Ирака.
- 23 апреля — Дания эвакуировала свои посольства из Афганистана и Алжира из-за карикатурного скандала.
- 24 апреля — Маоистская коммунистическая партия Непала по итогам выборов заняла вдвое больше мест, чем следующая за ней по популярности партия.
- 26 апреля — После роспуска парламента 18 апреля, в Науру прошли выборы.
- 28 апреля — Торнадо пронеслись через центральную и юго-восточную Вирджинию, при этом они ранили больше 200 человек и разрушили множество зданий.

### Май
- 4 мая — ПБК ЦСКА, победив со счётом 91-77 тель-авивский «Маккаби», стал 6-кратным чемпионом Евролиги[24].
- 7 мая — инаугурация в Москве третьего президента Российской Федерации Медведева Дмитрия Анатольевича[25].
- 8 мая — утверждение кандидатуры Владимира Путина на пост премьер-министра России[26].
- 9 мая — 63-я годовщина Победы в Великой Отечественной войне. После семнадцатилетнего перерыва в параде на Красной площади применялась тяжёлая военная техника[27].
- 10 мая — активизировался крупнейший вулкан Европы — Этна. Последнее крупное извержение было в 2001 году, а также незначительное в ноябре 2007 года[28].
- 11 мая — досрочные парламентские выборы в Сербии. Победу одержал проевропейский блок «За европейскую Сербию» Бориса Тадича.
- 12 мая — сильное землетрясение магнитудой 8 в Китае с эпицентром в уезде Вэньчуань юго-западной провинции Сычуань. От стихии также пострадали провинция Шэньси, Гуанси, город центрального подчинения Чунцин.
- 14 мая — в Манчестере прошёл финальный матч Кубка УЕФА по футболу 2007—2008, в котором сыграли санкт-петербургский «Зенит» и шотландский «Рейнджерс». Зенит победил со счётом 2:0.
- 18 мая — Россия завоевала золото на 72-м Чемпионате мира по хоккею с шайбой в Канаде.
- 19 мая
  - Русская Википедия, обогнав шведскую, вышла в первую десятку Википедий по объёму.
  - Башня Бурдж-Халифа, обогнав Варшавскую Радиомачту, стала самым большим строением, когда-либо существовавшим на Земле.
- 21 мая — в Москве на стадионе «Лужники» прошёл финал Лиги чемпионов 2007—2008, в котором сыграли два английских клуба — «Манчестер Юнайтед» и «Челси». Победителем стал клуб «Манчестер Юнайтед», победив противника в послематчевой серии пенальти.
- 24 мая — в Белграде состоялся финал конкурса песни «Евровидение», на котором впервые победил представитель России Дима Билан с песней «Believe».
- 25 мая
  - Парламент Ливана избрал Мишеля Сулеймана президентом Ливанской Республики.
  - Космический аппарат «Феникс» совершил посадку на поверхность Марса.
- 27 мая — израильский шекель и мексиканский песо вошли в список свободно конвертируемых валют, используемых при расчётах в международной межбанковской системе CLS.
- 28 мая — Непал отменил монархию, существовавшую около 240 лет, и объявил о переходе к Федеративной Демократической Республике.
- 31 мая
  - Казань (Россия) выбрана столицей летней Универсиады 2013 года.
  - 123-й старт (STS-124) по программе Спейс Шаттл. 35-й полёт шаттла Дискавери. Экипаж — Марк Келли, Кеннет Хэм, Карен Ниберг, Рональд Гаран, Майкл Фоссум, Акихико Хосидэ (Япония), Грег Шамитофф. Продолжение строительства Международной космической станции — доставлена главная часть японского модуля Kibo[29].

### Июнь

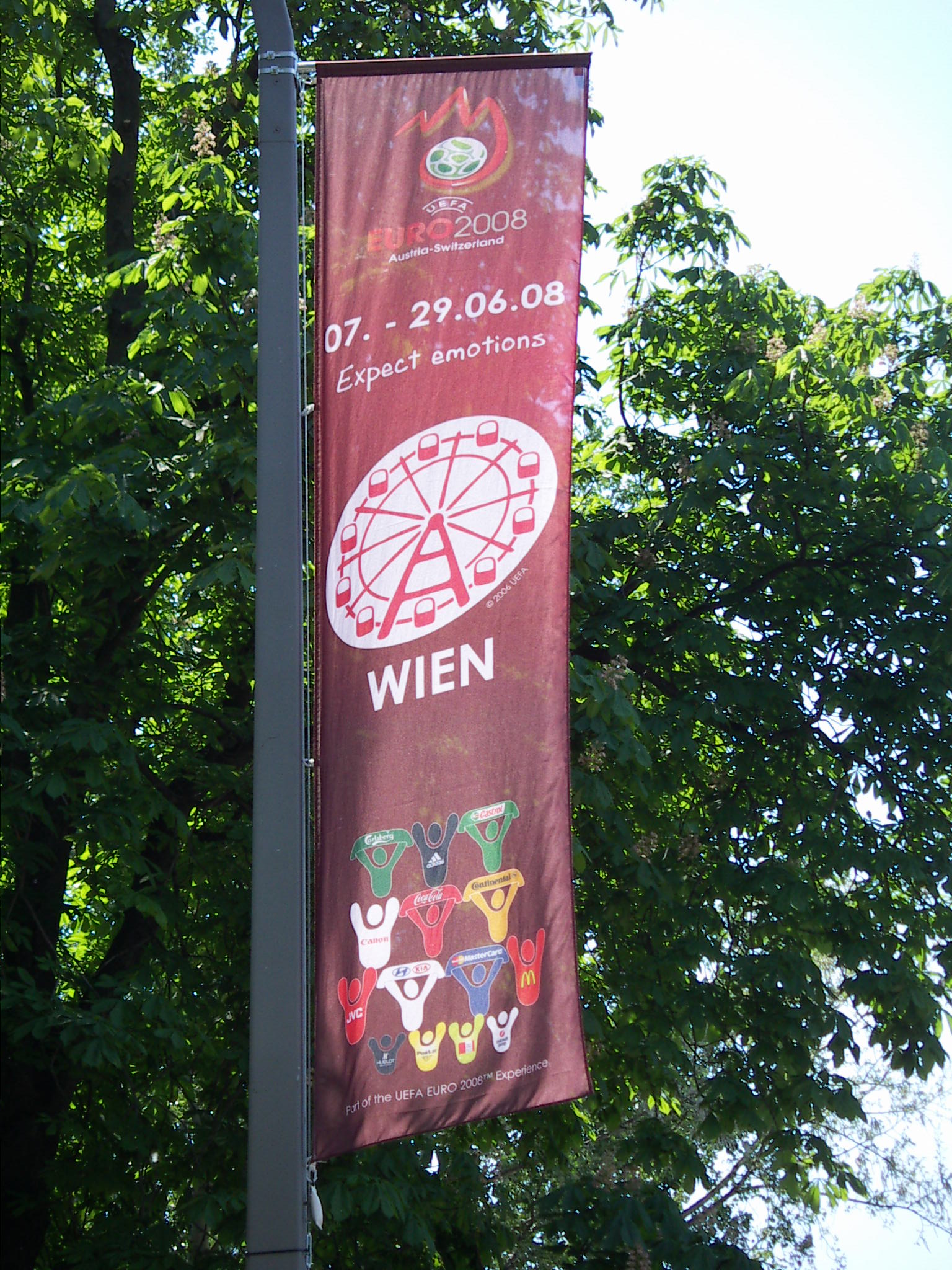
Евро-2008

- 1 июня — международные авиакассы перешли на электронные билеты.
- 3 июня — В Риме началась конференция «Всемирная продовольственная безопасность и глобальные вызовы в свете изменения климата и развития биоэнергетики» (фактически — продовольственный саммит ООН).
- 4 июня — В ходе предварительных выборов кандидатом в президенты США от Демократической партии был избран Барак Обама. Хиллари Клинтон, проигравшая голосование, объявила, что намерена баллотироваться в вице-президенты.
- 6—8 июня — XII Петербургский международный экономический форум[30].
- 7 июня — Открытие чемпионата Европы по футболу — Евро-2008 в Австрии и Швейцарии.
- 13 июня — снят с производства iPhone 2G[31].
- 14 июня — В Севастополе открыт памятник гетману Сагайдачному.
- 15 июня — В Севастополе открыт памятник императрице Екатерине II.
- 18 июня — Победа сборной России над сборной Швеции со счётом 2:0 на чемпионате Европы по футболу. Впервые за 20 лет россияне вышли в четвертьфинал крупного футбольного турнира на уровне сборных.
- 20 июня — Сборная Турции впервые в истории выходит в полуфинал чемпионата Европы по футболу. В четвертьфинале повержены хорваты: 0:0 — в основное время, 1:1 — после овертайма и 3:1 — в послематчевых пенальти. В связи с этим — беспорядки в Боснии и Герцеговине: один человек погиб.
- 21 июня — Победа сборной России в четвертьфинале чемпионата Европы по футболу против Голландии со счётом 3:1. Россия выходит в полуфинал.
- 26 июня — На чемпионате Европы по футболу сборная России проигрывает в полуфинале сборной Испании со счётом 0:3. Игра состоялась в Вене на стадионе Эрнст Хаппель[32][33].
- 26 июня — В Ханты-Мансийске (Россия) стартовал саммит Россия-ЕС. В нём впервые принял участие новый президент России Дмитрий Медведев.
- 28 июня — Специальная комиссия обнаружила останки первого президента Афганистана Мухаммеда Дауда в одном из массовых захоронений в районе тюрьмы Пули-Чархи к востоку от Кабула.
- 29 июня — Финал Евро-2008. Матч Германия — Испания. Сборная Испании одержала победу со счётом 1:0, став тем самым двукратным чемпионом Европы.

### Июль
- 2 июля — Ингрид Бетанкур (бывший кандидат в президенты страны, гражданка Колумбии и Франции по браку) освобождена, по прошествии шести лет, из плена ФАРК вместе с 14 другими заложниками посредством спецоперации колумбийской армии.
- 3 июля — Рижский окружной суд, спустя 5 лет тюремного заключения, признал Владимира Абеля (Линдермана) невиновным по делу о хранении взрывчатки у себя дома. Владимир Абель официально объявляется бывшим политзаключённым, а его дело — сфабрикованным.
- 3 июля — Президент России принял прошение об отставке губернатора Чукотки Романа Абрамовича.
- 3 июля — На складе боеприпасов в столице Болгарии Софии произошла серия взрывов снарядов.
- 6 июля — Казахстан отметил 10-летие переноса столицы из Алма-Аты в Астану.
- 7 июля — В Японии, на острове Хоккайдо, стартовал саммит стран Большой восьмёрки. Он стал первым для президента России Дмитрия Медведева и последним для президента США Джорджа Буша.
- 8 июля — Чешская республика стала 18-м членом Европейского космического агентства.
- 11 июля — В продажу поступил iPhone 3G на территории 22 стран, в том числе в Соединённых Штатах, Канаде, Великобритании, Франции, Германии и Японии.
- 14 июля — В городе Нячанг (Вьетнам) состоялся конкурс красоты «Мисс Вселенная 2008». Победила участница из Венесуэлы.
- 15 июля — Курс доллара по отношению к евро упал до исторического минимума — 1,6038 долл./евро.
- 22 июля — Арестован бывший лидер боснийских сербов Радован Караджич.[34]
- 25 июля — Большое наводнение, вызванное сильными дождями на Украине, затопило много посёлков, многие мосты были разрушены. От наводнения погиб 21 человек. Наводнением затопило города Тирасполь (Молдавия) и Черновцы (Украина).

### Август

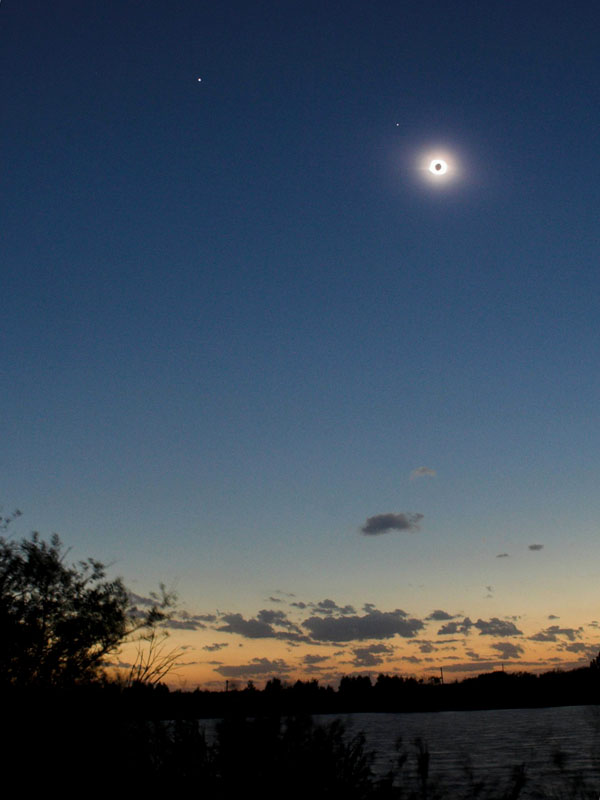
Видны Венера, Меркурий, а также заревное кольцо вдоль горизонта, п. Коченёво (Новосибирская область)

- 6 августа — В Мавритании совершён военный переворот[35].
- 7 августа
  - В зоне грузино-южноосетинского конфликта на фоне грузино-российского кризиса начались активные боевые действия. В краткосрочной войне на стороне Южной Осетии и Абхазии официально выступала Россия.
  - В Пекине открылись XXIX летние Олимпийские игры.
- 11 августа — В Москве президент России Дмитрий Медведев и президент Франции Николя Саркози выработали шесть принципов урегулирования ситуации вокруг Южной Осетии и Абхазии.
- 20 августа — В Мадриде потерпел крушение пассажирский самолёт McDonnell Douglas MD-82. Из 172 человек, находившихся на борту, 154 человека погибло.
- 24 августа — состоялось закрытие XXIX Олимпийских игр в Пекине.
- 26 августа — Президент России Д. А. Медведев подписал указ о признании независимости Абхазии и Южной Осетии.
- 27 августа — Пожар на складе боеприпасов в городе Лозовая (Украина).
- 29 августа — Состоялся матч за Суперкубок УЕФА в Монако между английским «Манчестер Юнайтед» и российским «Зенитом». Со счётом 2:1 победу одержал «Зенит».
- 30 августа — Новое землетрясение магнитудой 5,7 баллов по шкале Рихтера произошло в китайской провинции Сычуань.[36]

Карта военных действий у Цхинвала

### Сентябрь
- 10 сентября — на Большом адронном коллайдере, который создан Европейской организацией ядерных исследований (CERN) близ Женевы, прошёл первый пробный эксперимент по разгону пучка протонов[37].
- 12 сентября — крупная железнодорожная катастрофа в Калифорнии: столкнулись пассажирский поезд компании «Метролинк» и товарный состав[38].
- 14 сентября
  - В Перми потерпел катастрофу пассажирский самолёт Боинг-737.
  - В Днепропетровске (Украина) открыт футбольный стадион «Днепр».
- 19 сентября
  - Авария на Большом адронном коллайдере[39].
  - Создан интернет-мем «Trollface».
- 23 сентября — подписана «Декларация о сотрудничестве между секретариатами НАТО и ООН». Декларацию подписали Яап де Хооп Схеффер и Пан Ги Мун[40].
- 28 сентября — парламентские выборы в Белоруссии[41].

### Октябрь
- 7 октября — Центральный банк Исландии сообщил, что Россия согласилась предоставить Исландии финансовую помощь в виде ссуды размером в 4 миллиарда евро[42][43].
- 9 октября — Управление по финансовому надзору Исландии взяло под свой контроль три крупнейших банка страны, Kaupþing banki[44][45], Landsbanki Íslands[46][47], Glitnir banki[48][49].
- 11 октября в Пензе открыт первый в России и мире памятник великому русскому историку Василию Ключевскому[50].
- 12 октября — старт космического корабля Союз ТМА-13. Экипаж старта — Юрий Лончаков, М. Финк (США) и Р. Гэрриот (США).
- 15 октября — В Азербайджане прошли президентские выборы, победителем которых стал Ильхам Алиев.
- 24 октября — приземление космического корабля Союз ТМА-12. Экипаж посадки — С. А. Волков, О. Д. Кононенко и Р. Гэрриот (США).
- 31 октября — Сатоси Накамото опубликовал концепцию (whitepaper) децентрализованной платёжной системы Биткойн[51][52].

### Ноябрь

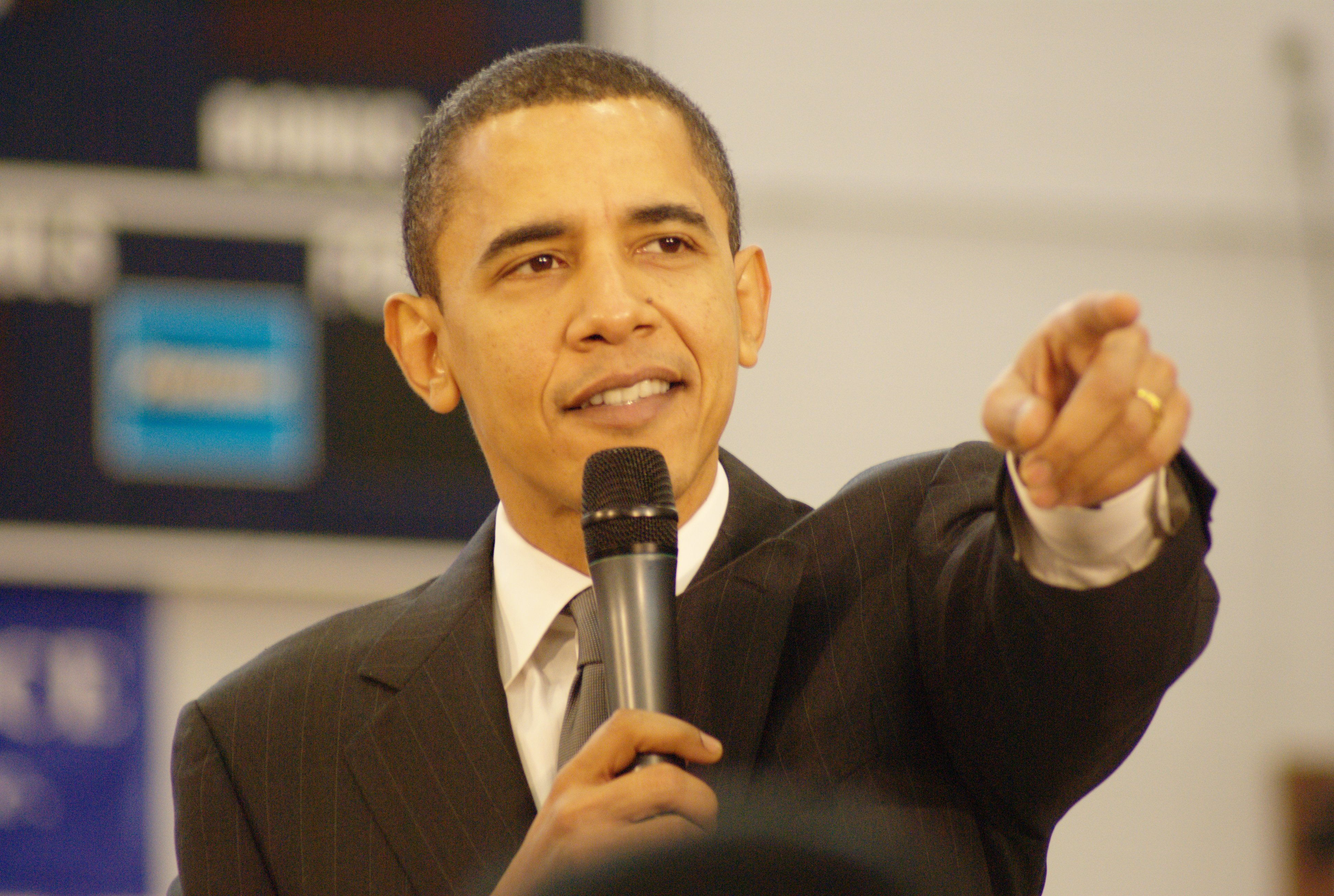
Выступление Барака Обамы в Нью-Гэмпшире.

- 1 ноября — На стадионе Лужники в матче 27-го тура ЦСКА vs ФК Спартак Москва команда домочадцев одержала победу 0:1, прервав беспроигрышную серию ЦСКА в матчах со Спартаком. Последний раз до этого Спартак обыграл ЦСКА 31 марта 2001 года, а начиная с 18 июля 2001 года (матч, сыгранный вничью) победить соперника не мог.
- 2 ноября — В Сан-Паулу завершился 59-й чемпионат мира по автогонкам в классе Формула-1. Чемпионом мира стал 23-летний темнокожий британец Льюис Хэмилтон (Макларен). Фелипе Масса (Феррари) выиграл Гран-при Бразилии, но стал лишь вице-чемпионом. Скудерия Феррари в 16-й раз выиграла Кубок конструкторов.
- 3 ноября — Промежуточные парламентские выборы Грузии.
- 4 ноября — Барак Обама победил на президентских выборах в США и стал первым темнокожим президентом США за всю 232-летнюю историю их существования.
- 5 ноября — Состоялось первое послание третьего президента РФ Дмитрия Медведева Федеральному собранию.
- 6 ноября — В Бутане коронован пятый король 28-летний Джигме Кхесар Намгьял Вангчук.[53]
- 8 ноября — Во время ходовых испытаний АПЛ К-152 «Нерпа» произошла авария, в результате которой погибло 20 человек.
- 13 ноября — В 16:50 мск сомалийскими пиратами обстрелян из гранатомётов и автоматов российский теплоход «Капитан Маслов».[54]
- 15 ноября — 124-й старт (STS-126) по программе Спейс Шаттл. 22-й полёт шаттла Индевор. Экипаж — Кристофер Фергюсон, Эрик Боу, Стевен Бовен, Хайдема́ри Стефани́шин-Па́йпер, Доналд Петтит, Роберт Кимбро, Сандра Магнус. Продолжение строительства Международной космической станции.
- 16 ноября — Создана российская политическая партия Правое дело путём слияния ряда партий, декларирующих либеральную направленность.
- 24 ноября — В Венесуэле состоялись региональные выборы. Победила партия Уго Чавеса (ЕСПВ)[55].
- 24 ноября — Хиллари Клинтон согласилась занять пост Государственного секретаря США.[56]
- 26—29 ноября — Серия терактов в индийском городе Мумбаи.
- 28 ноября — Нападающий московского ЦСКА Вагнер Лав мнением наставников клубов российской премьер-лиги избран лучшим игроком сезона 2008[57].

### Декабрь

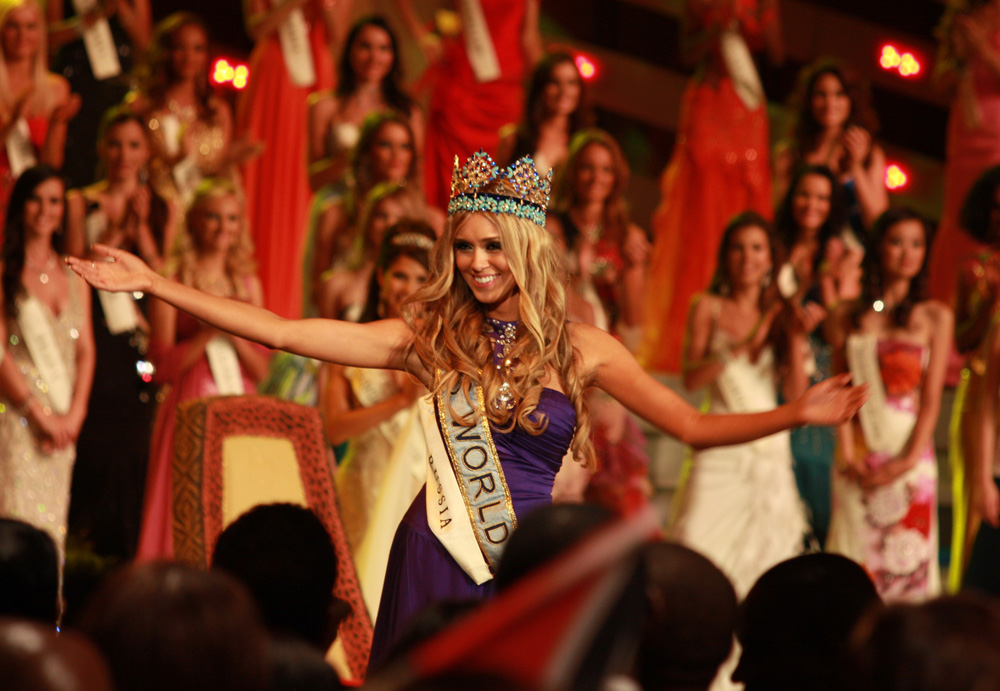
Мисс Мира 2008 — россиянка Ксения Сухинова

- 1 декабря — Состоялись совместные российско-венесуэльские военно-морские учения.
- 1 декабря — В парламентских выборах в Румынии большинство голосов набрала Социал-демократическая партия[58].
- 5 декабря — Скончался патриарх Московский и всея Руси Алексий II.
- 12 декабря
  - Швейцария в рамках Шенгенского соглашения отменяет персональный пограничный контроль, отныне для поездки в Швейцарию не нужна отдельная виза.
  - Выход Windows Server 2008.
- 13 декабря — На 58-м конкурсе красоты «Мисс Мира», финал которого прошёл в Йоханнесбурге (ЮАР) победила россиянка Ксения Сухинова.
- 13 декабря — Создано Объединённое демократическое движение «Солидарность».
- 16 декабря — Автобус с российскими туристами из Санкт-Петербурга упал в пропасть близ израильского города Эйлат. Представители санкт-петербургских туристических компаний направлялись из аэропорта Овда в одну из эйлатских гостиниц. Расследование показало, что водитель автобуса грубо нарушил правила: на опасном участке пошёл на обгон другого автобуса, превысил скорость и не справился с управлением. По данным Министерства Туризма Израиля, в катастрофе погибло 24 гражданина России; по данным Российского посольства в Израиле, погибло 30 россиян[59].
- 18 декабря — В США выдана лицензия первому в мире частному космодрому. С него в 2010 году Virgin Galactic будет осуществлять суборбитальные полёты.
- 20 декабря — Открыт участок Фрунзенского радиуса Петербургского метрополитена с двумя станциями «Звенигородская» (без собственного выхода на поверхность) и «Волковская», с образованием Фрунзенско-Приморской линии. Ввод в эксплуатацию станции «Спасская» (без собственного выхода на поверхность) Правобережной линии и открытие сквозного движения «Волковская» — «Комендантский проспект» перенесены на январь 2009 года.
- 21 декабря — В США Virgin Galactic провела лётные испытания самолёта-носителя системы суборбитальных полётов[60].
- 24 декабря — Взрыв 5-этажного дома в Евпатории (Украина).
- 27 декабря — Началась антитеррористическая военная операция израильской армии против Хамас в секторе Газа. Кодовое название операции — «Литой свинец».
- Аудитория Интернета в декабре превысила 1 млрд человек[61].
- Аэропорт города Тамале (Гана) получил статус международного.

## По темам

### Наука
- 14 января — Зонд «MESSENGER» совершает первый пролёт вблизи Меркурия, на орбиту же вокруг планеты он выйдет только 18 марта 2011 года.

### Выборы
5 января в  Грузии состоялись Президентские выборы, на которых победил Михаил Саакашвили. Одновременно в Грузии состоялся референдум по вступлению в НАТО, на котором 70 % населения высказались за вступление в альянс.
20 января в  Сербии состоялся 1-й тур Президентских выборов, в котором победил Томислав Николич. Во втором туре, прошедшем 3 февраля, победу однако, с перевесом голосов менее 3 процентов, одержал Борис Тадич.
11 марта из-за разногласий по поводу реакции на Провозглашение независимости Косова президент Сербии назначил досрочные парламентские выборы на 11 мая. Победу на них одержал проевропейский блок «За европейскую Сербию» Бориса Тадича.
Главной интригой выборов 2008 года стала  Президентская гонка в США.
5 февраля состоялся «супер-вторник». Это день выборов делегатов на партийные съезды в США. 4 июня — В ходе предварительных выборов кандидатом в президенты США от Демократической партии был избран Барак Обама. Хиллари Клинтон, проигравшая голосование, объявила, что намерена баллотироваться в вице-президенты. От республиканской партии был выдвинут Джон Маккейн.
Собственно выборы прошли 4 ноября. 44-м президентом стал Барак Обама.
19 февраля состоялись  Президентские выборы в Армении.
На  выборах президента России, прошедших 2 марта. Победил Дмитрий Медведев, преемник Владимира Путина.
 Президентские выборы на Тайване (2008) прошли 22 марта. Победил лидер тайваньской оппозиции 57-летний Ма Инцзю.
25 мая парламент  Ливана избрал Мишеля Сулеймана президентом Ливанской Республики.
28 сентября тихо и незаметно, без лишней помпы прошли  парламентские выборы в Беларуси.
8 октября в результате затянувшегося парламентского кризиса Президент Украины распустил парламент. Дата  внеочередных выборов сперва была назначена на 7 декабря, 20 ноября выборы были перенесены на 14 декабря, а затем отложены на неопределённый срок.

### Спорт
См. также: Категория:2008 год в спорте

#### Футбол
См. также: 2008 год в футболе
- Чемпионом России стал Рубин.
- Чемпионом Англии стал Манчестер Юнайтед.
- Чемпионами Аргентины стали Ривер Плейт (Клаусура) и Бока Хуниорс (Апертура)
- Чемпионом Бразилии стал Сан-Паулу.
- Чемпионом Германии стала Бавария.
- Чемпионом Италии стал Интернационале.
- Чемпионом Испании стал Реал Мадрид.
- Чемпионом Уругвая стал Дефенсор Спортинг.
- Чемпионом Франции стал Олимпик Лион.
- Победителем Лиги Чемпионов УЕФА стал  Манчестер Юнайтед.
- Победителем Кубка УЕФА стал  Зенит.
- Победителем Суперкубка УЕФА стал  «Зенит»[65].
- Победителем Кубка Либертадорес стал  ЛДУ Кито.
- Победителем Южноамериканский кубка стал  Интернасьонал.
- Победителем клубного чемпионата мира стал  Манчестер Юнайтед.
- Чемпионом Европы стала сборная  Испании
- Олимпийским чемпионом стала сборная  Аргентины
- XXIX летние Олимпийские игры

#### Хоккей
Чемпион мира  Россия

#### Автомотоспорт
- 15 декабря — Началось строительство гоночной трассы «Нижегородское кольцо».

## Персоны года
Человек года по версии журнала Time — Барак Обама, президент США.

## Нобелевские премии
- Физика — Йоитиро Намбу, Макото Кобаяси и Тосихидэ Маскава.
- Химия — Осаму Симомура, Мартин Чалфи, Тсьен, Роджер.
- Медицина и физиология — Харальд цур Хаузен, Франсуаза Барре-Синусси, Люк Монтанье.
- Экономика — Пол Кругман.
- Литература — Жан-Мари Гюстав Леклезио.
- Премия мира — Мартти Ахтисаари.